# Kia Pride
Der Kia Pride (Hangeul: 기아 프라이드) ist ein Kleinwagen des koreanischen Automobilherstellers Kia Motors, welcher von Anfang 1987 bis Frühjahr 2000 produziert wurde. 
Der Kia Pride war ein Gemeinschaftsprojekt zwischen Kia, Ford und Mazda. Auf anderen Märkten wurde er als Ford Festiva und Mazda 121 angeboten. Design und Technik stammten von Mazda, und die Fertigung erfolgte bei Kia in Südkorea und Mazda in Japan.
Der Modellname Pride wurde zwischen 2005 und 2017 in Südkorea für die zweite und dritte Modellgeneration des Kia Rio verwendet.

## Modellgeschichte
Im März 1987 startete die Produktion des Pride in Südkorea. Ursprünglich wurde er nur als Dreitürer angeboten, im Juni 1988 folgte die fünftürige Version. Außerhalb Europas wurde ab November 1990 auch eine viertürige Stufenhecklimousine verkauft   (Pride Beta); zuletzt folgten im Februar 1992 ein Van auf Basis des Dreitürers und ein fünftüriger Kombi.
1993 erhielt der Pride ein Facelift, und ab 1995 wurde er auch in Deutschland angeboten. Der Kia Pride konnte mit einer vergleichsweise guten Raumausnutzung und einer kräftigen Motorisierung aufwarten. Die Komfort-Ausstattung war mit elektrischen Fensterhebern, elektrischer Antenne, Umluftschaltung, Wärmeschutzverglasung und Drehzahlmesser in allen Versionen recht komplett. Der Kia Pride hatte mit nur einem Fahrerairbag (ab 1996) eine geringe Sicherheitsausstattung, ABS war nie erhältlich. Dennoch wurde er aufgrund der geringen Herstellungskosten als preisgünstiges Einstiegsmodell für Korea und Europa bis zum Jahr 2000 weitergebaut.

Gegen Aufpreis gab es lediglich drei weitere Extras: Servolenkung, Klimaanlage und Metallic-Lackierung. Eine Zentralverriegelung gab es lediglich in der Kombiversion, dort jedoch serienmäßig, für die drei- und fünftürigen Modelle war diese nicht erhältlich.

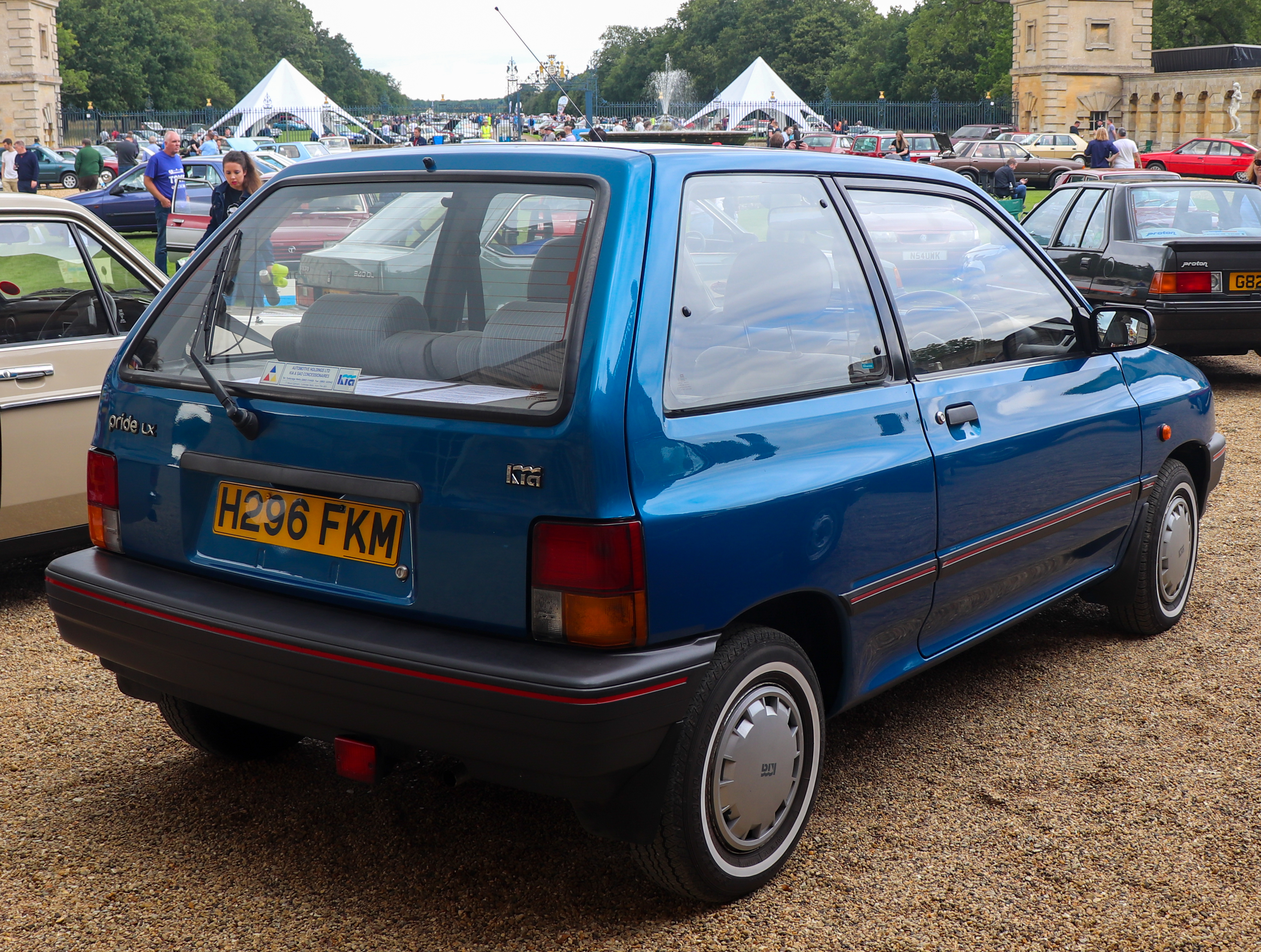
Heckansicht
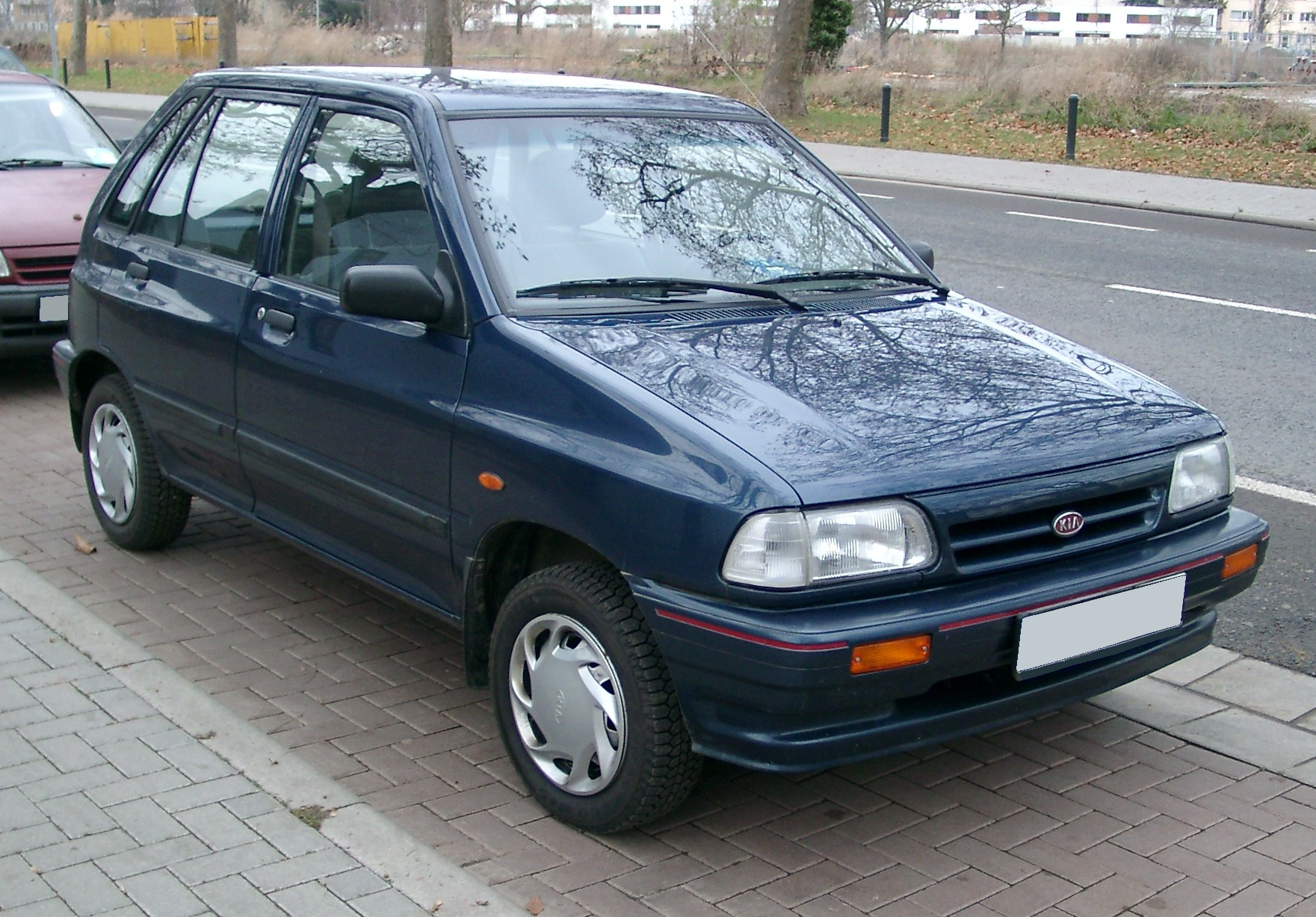
Kia Pride (1993–2000)
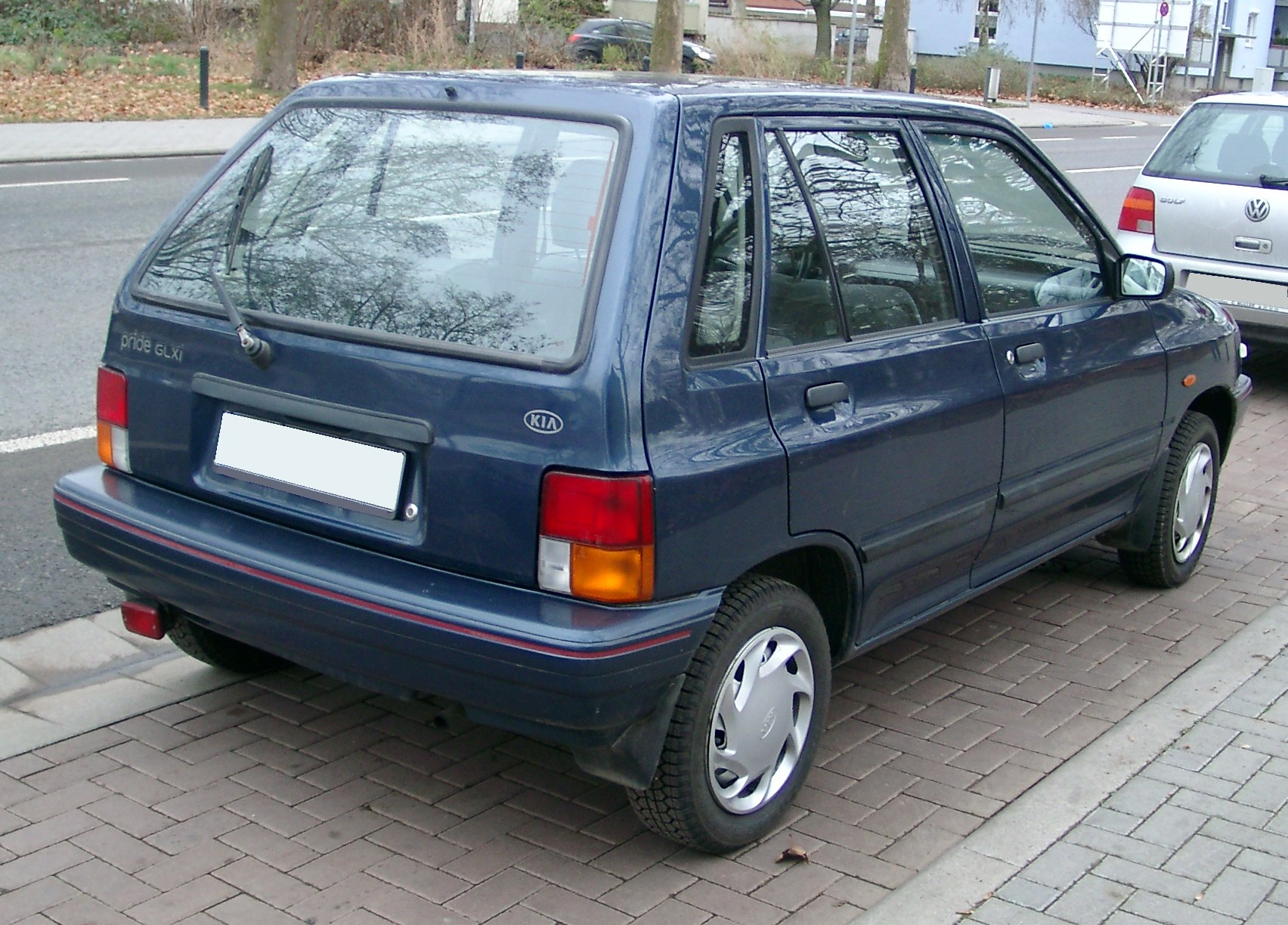
Heckansicht
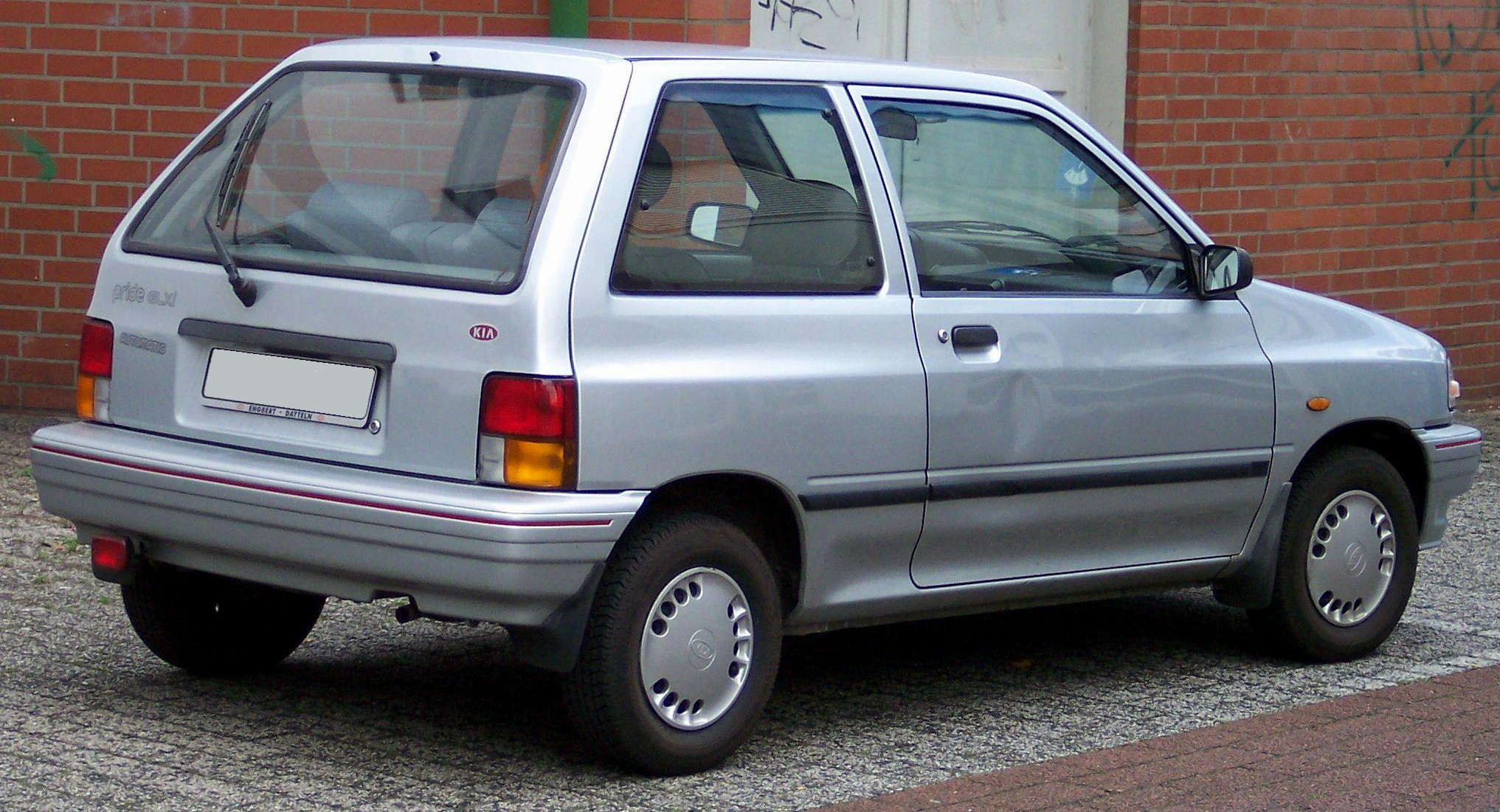
Kia Pride Dreitürer (1993–2000)
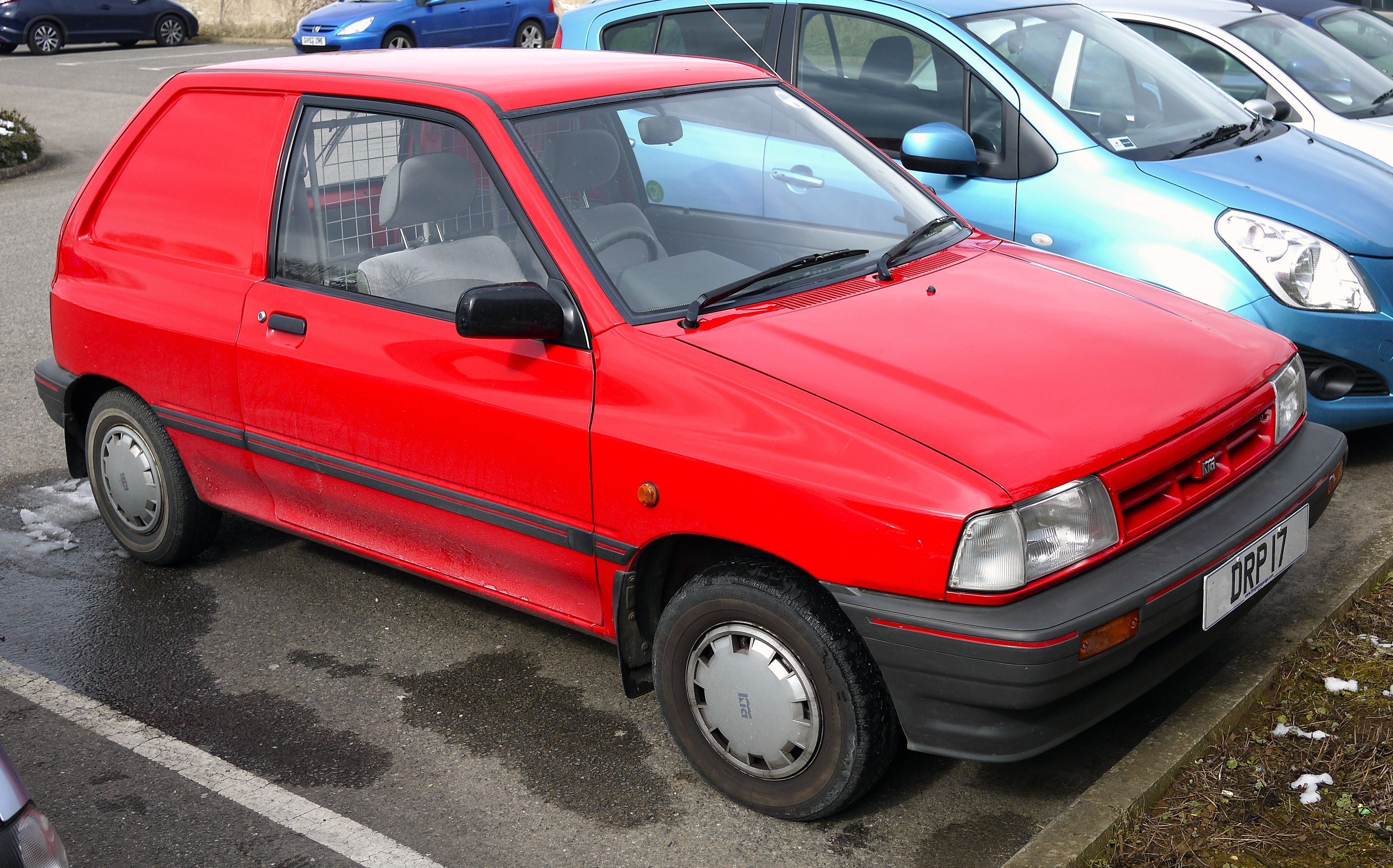
Kia Pride Van (1992–1993)
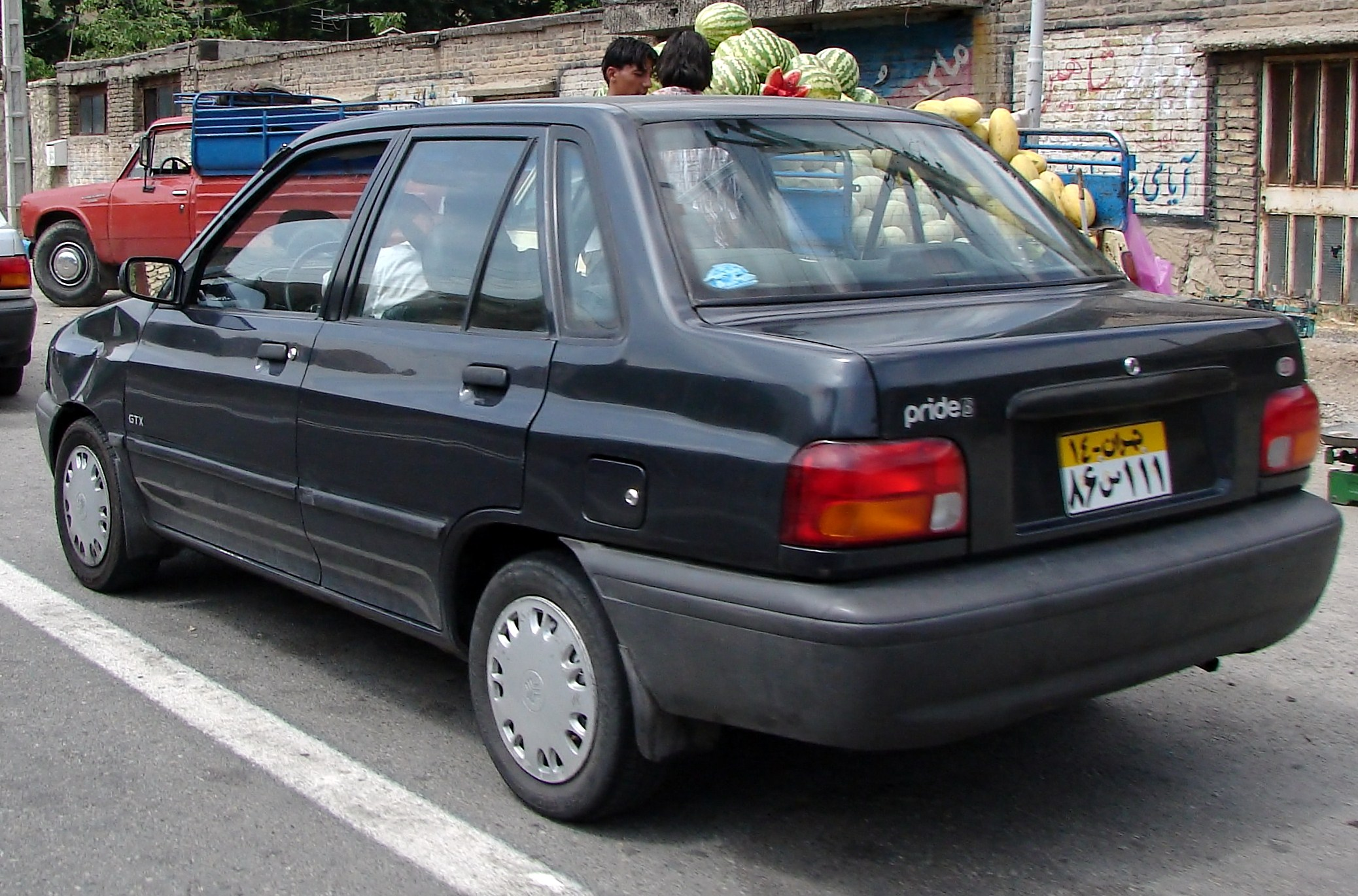
Kia Pride Beta (1993–2000)
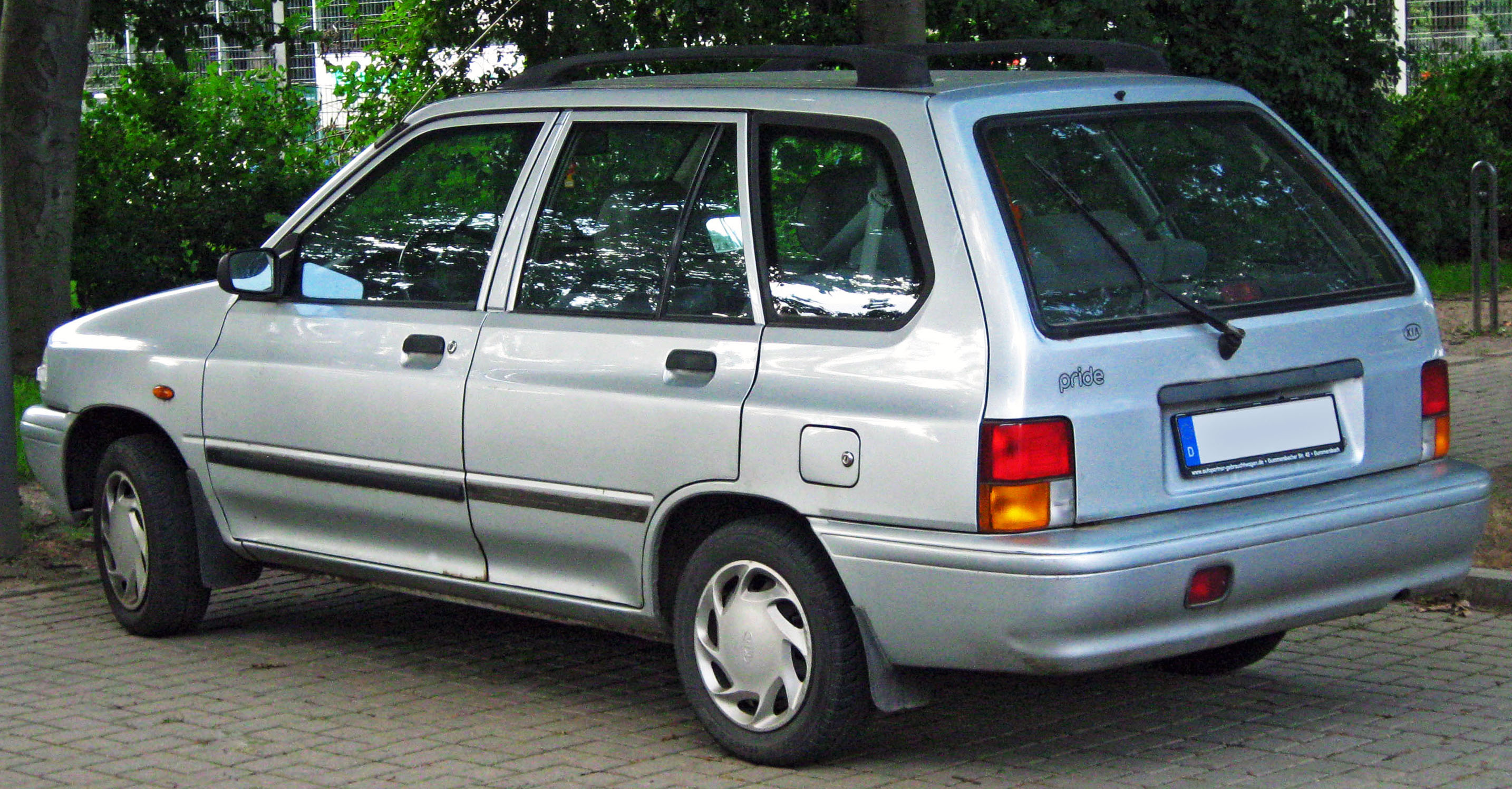
Kia Pride Kombi (1993–2000)

### Motoren
Durchgängig gab es einen 1,3-Liter-Motor mit einheitlich 1324 cm³ (Bohrung 71 mm × Hub 83,6 mm) Hubraum.
Anfangs wurde der Motor in 2 Leistungsstufen mit 44 kW (60 PS) und 54 kW (73 PS) angeboten. Die Leistung der stärkeren Version wurde Anfang 1996 auf 53 kW (72 PS) reduziert, dadurch erreichte diese Version nunmehr die Schadstoffklasse Euro 2. Der schwächere Motor wurde nur im Dreitürer verbaut. Ab 1997 gab es nur noch eine Motorvariante, die 47 kW (64 PS) leistete und in der Schaltgetriebeversion die Schadstoffnorm D3 erreichte. Alle Modelle verfügten serienmäßig über ein Fünfganggetriebe. Optional war für die Versionen mit 54 kW (73 PS), 53 kW (72 PS) sowie für die bis zur Produktionseinstellung im Jahr 2000 angebotene Version mit 47 kW (64 PS) ein 3-Gang-Automatikgetriebe gegen Aufpreis erhältlich. Das 64-PS-Modell erreicht eine Höchstgeschwindigkeit von 150 km/h (Automatikversion 145 km/h).

## Lizenzprodukte
Im Auftrag baute Kia Motors für Ford den Kia Pride auf derselben Montagelinie auch als Ford Festiva, den Ford vor allem in Nordamerika und in Ozeanien vertrieb. Er war in diesen Jahren das kleinste Modell von Ford und es gab ihn sowohl mit Schrägheck und Heckklappe wie auch mit Stufenheck. Nachfolger wurde schließlich der Kia Avella, bzw. Ford Aspire sowie der Ford Aspire Trio in Ozeanien.
In Pakistan produzierte der Automobilhersteller Dewan Farooque Motors das Modell. Dort wurde es zwischen 2000 und 2004 (oder später) als Kia Classic hergestellt.

Im Iran wird der Kia Pride seit April 2000 als Stufenhecklimousine vom Automobilhersteller SAIPA produziert und unter der Bezeichnung SAIPA Nasim DMi vermarktet. Er ist eines der erfolgreichsten Autos des Landes. In einer modifizierten Variante ist das Modell seit 2004 auch mit Schrägheck unter der Bezeichnung SAIPA 141 erhältlich. Die Stufenheckvariante hatte man parallel dazu in SAIPA 131 umbenannt. Ab 2011 sind sie leicht verändert als SAIPA 111  mit Schrägheck und als SAIPA 132 mit Stufenheck auf dem Markt. Seit 2006 rollt das Modell auch im venezolanischen Valencia vom Band. Dort wird das Modell unter der Bezeichnung Venirauto Turpial vertrieben.

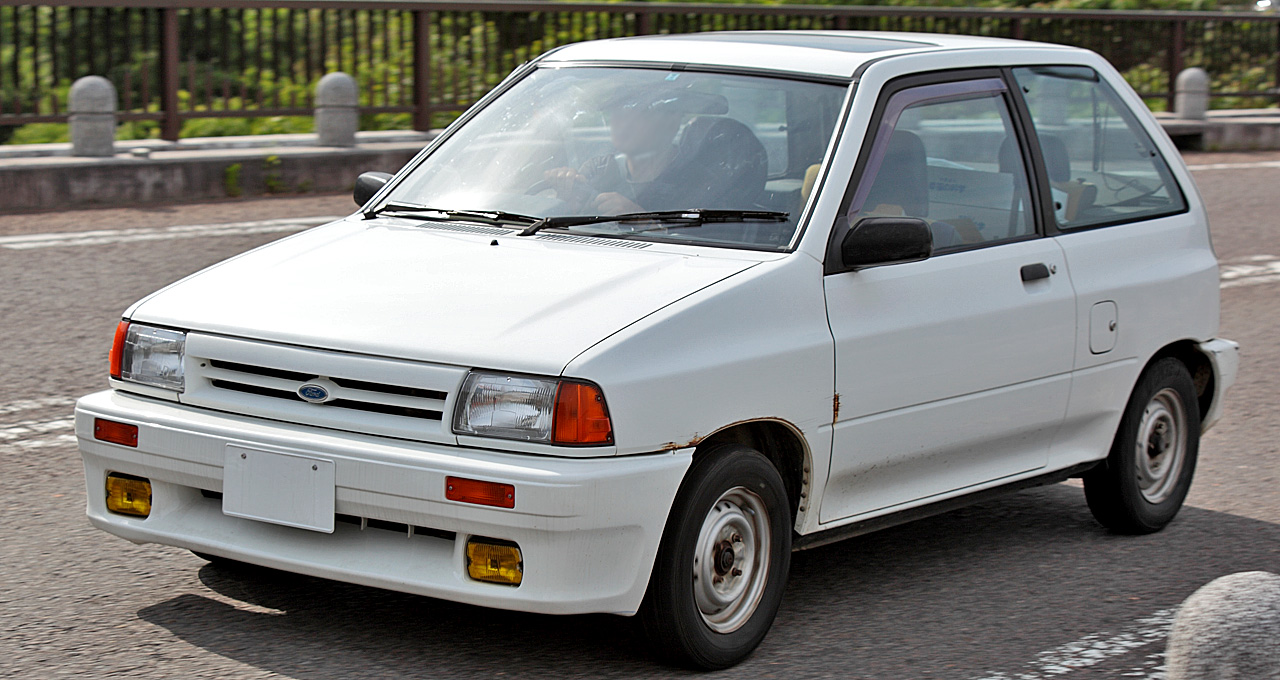
Ford Festiva (1986–1990)
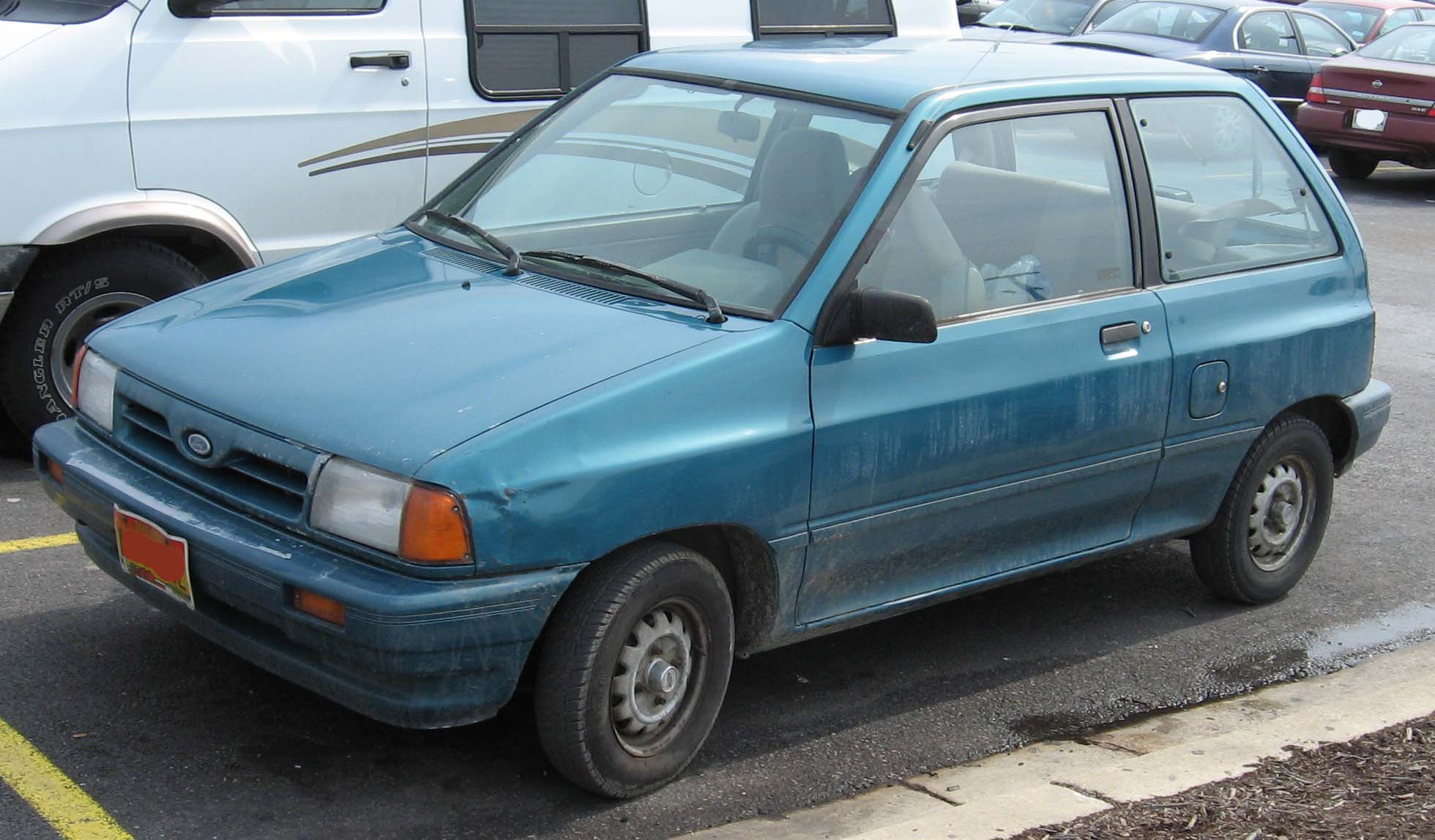
Ford Festiva (1990–1993)
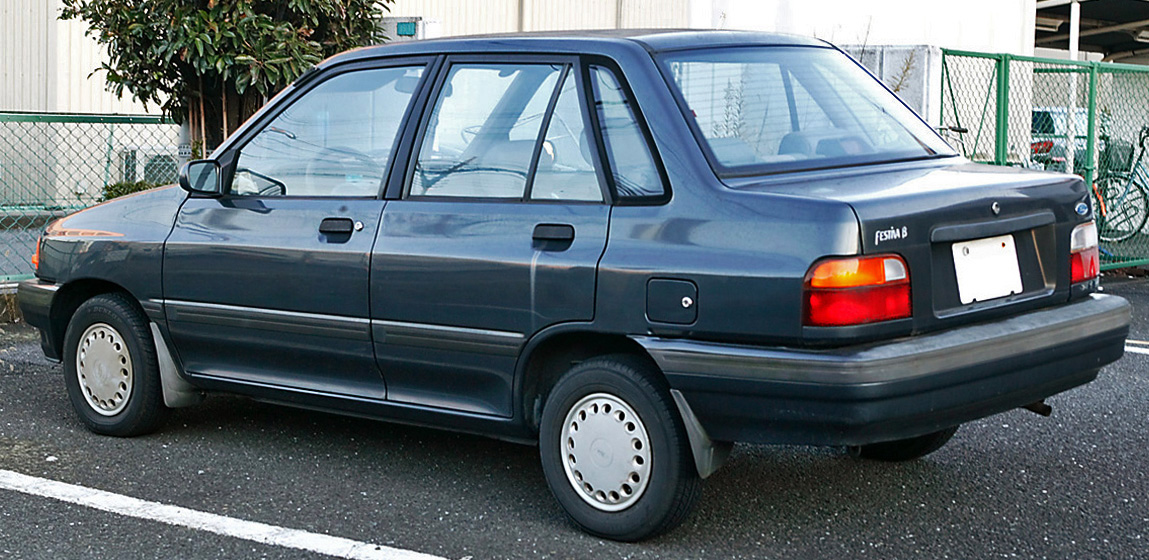
Ford Festiva Stufenheck (1990–1993)
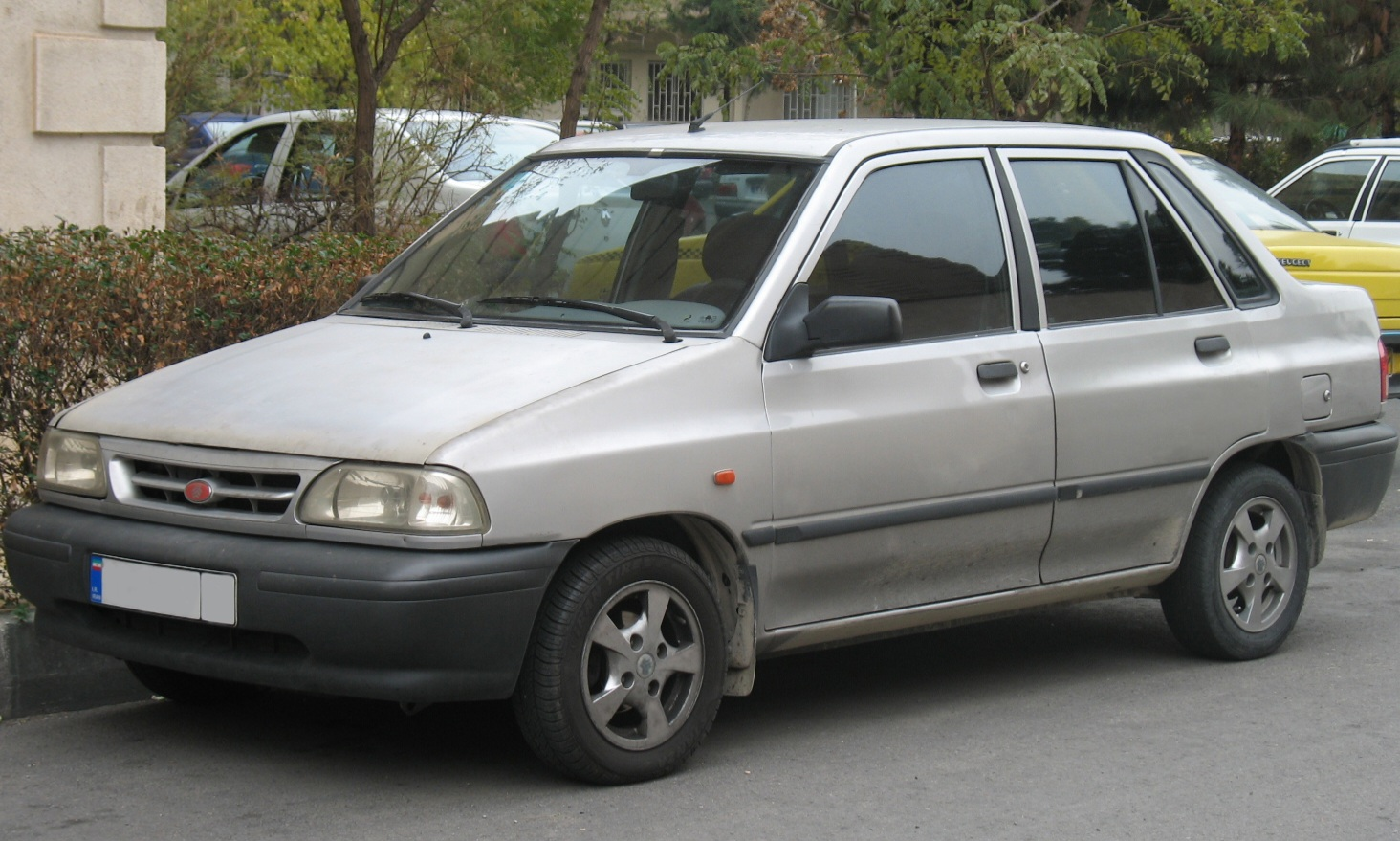
SAIPA Pride Stufenheck
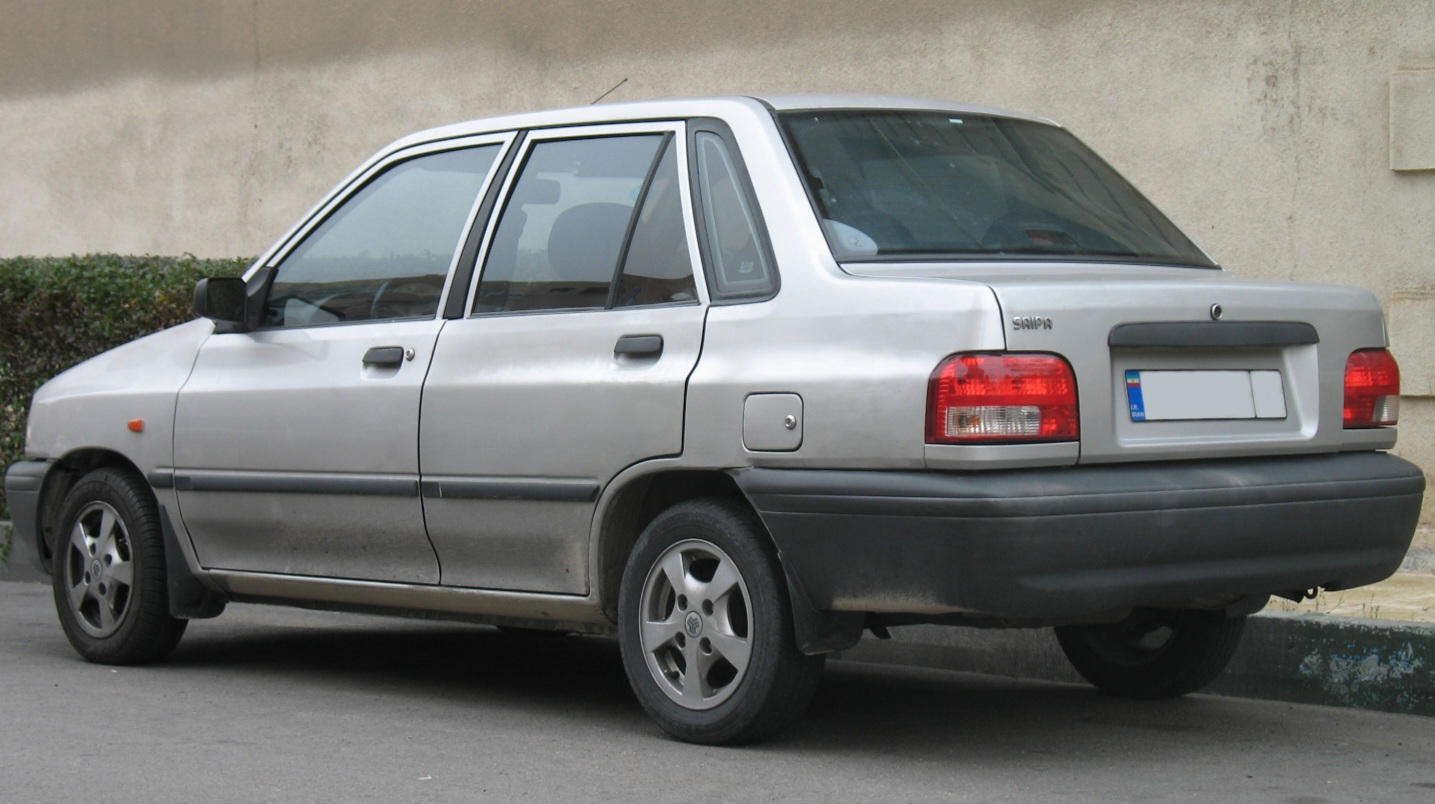
Heckansicht

## Ford Shogun
1989 wurde auf Basis des Ford Festiva der Ford Shogun vorgestellt. Dieser von den amerikanischen Tunern Chuck Beck und Nick Titus umgebaute Festiva entwickelte mit einer modifizierten Version des von Yamaha mitentwickelten 3.0-Liter V6 aus dem Ford Taurus SHO 220 PS. Der Motor saß als Heckmotor hinten, zudem verfügte das Fahrzeug über Heckantrieb. Das Gewicht war mit 993 Kilogramm angegeben, was ein Leistungsgewicht von 3,31 Kilogramm pro PS zur Folge hatte. Der Neupreis des Shogun, von dem nur sieben Exemplare entstanden, lag bei über 40.000 $.
Der Entertainer und Showmaster Jay Leno ist Besitzer eines Shogun.